# Stomatopoda

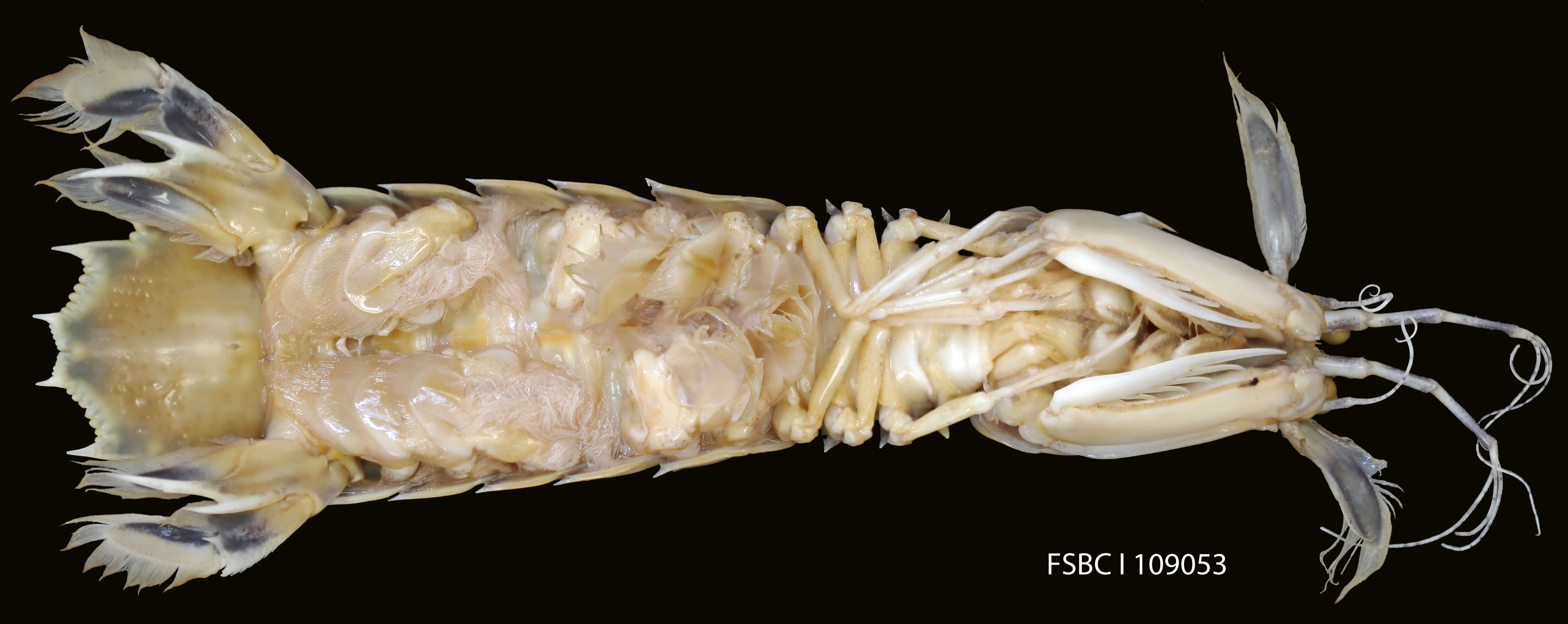
Stomatopoda

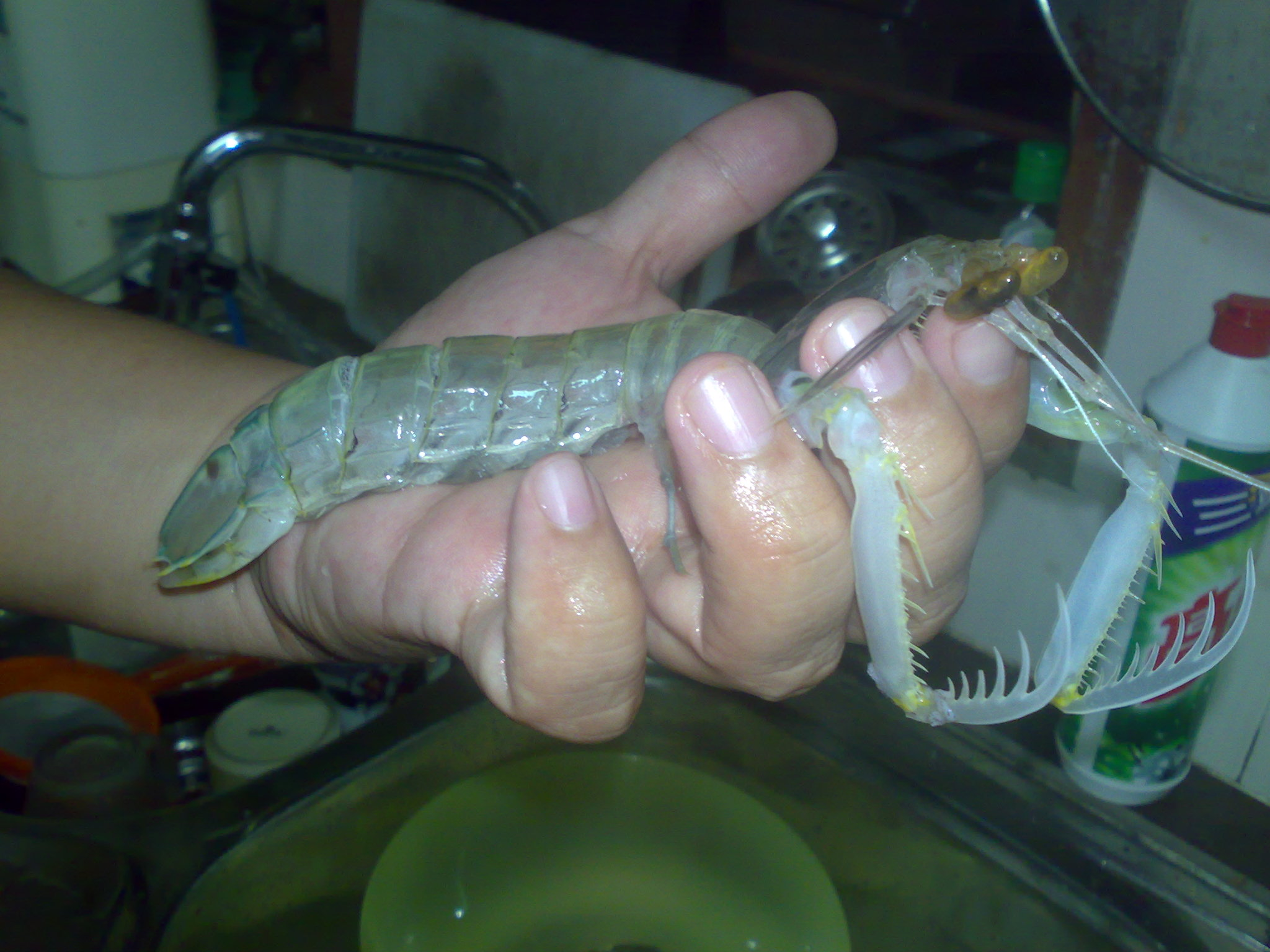
Camarón mantis en mano

Stomatopoda

Los estomatópodos (Stomatopoda) son un orden de crustáceos malacostráceos del superorden Hoplocarida, conocidos comúnmente como galeras, mantis marinas, langostas mantis, gamba mantis, esquilas y tamarutacas.
Se les llama mantis o "gamba mantis" por presentar cierto parecido con tales insectos, en particular unas extremidades anteriores raptoras y el mimetismo; la capacidad de distinguir la luz polarizada y reaccionar ante ella; el aspecto externo destacado de los ojos y su carácter de depredadores que consumen vorazmente a otros animales. Reciben el nombre de "boxeadoras" porque son capaces de ataques rápidos y violentos y se sabe que algunos especímenes han roto de un golpe el cristal del acuario. Erugosquilla grahami (Ahyong & Manning, 1998), nativa de los mares de Australia tiene documentada la marca de 5 milisegundos.
Su longitud puede alcanzar hasta 30 o incluso 38 cm. El caparazón de las mantis marinas cubre la cabeza y los ocho primeros segmentos del tórax por la parte del tergo. Presentan una gran variedad de colores, desde llamativos rojos, naranjas, morados, verdes, blancos, azules hasta marrones y ocres, contando también con pálidos y fluorescentes. A pesar de que son animales comunes y están entre los depredadores más importantes en aguas someras en muchos hábitats marinos tropicales y subtropicales, son poco conocidos, ya que muchas especies pasan la mayor parte de su vida escondidas en madrigueras y agujeros, escondiéndose de depredadores.

## Ecología
Son agresivas, generalmente solitarias y pasan la mayor parte del tiempo escondidas en formaciones rocosas o en madrigueras con pasadizos intrincados, en el fondo del mar. Prefieren esperar a que la presa se acerque de manera azarosa para atacarla y matarla, pero en ocasiones (y a diferencia de la mayoría de los crustáceos) la persiguen para darle caza. Rara vez salen de sus escondites y pueden ser diurnos, nocturnos o crepusculares, dependiendo de la especie. La mayoría de las especies viven en mares tropicales y subtropicales, como el mar Caribe o los océanos Índico y Pacífico, entre el este de África, Hawái y América tropical, aunque algunas viven en mares templados, como Squilla mantis.

## Clasificación
Las especies de mantis marinas y todas las especies vivas pertenecen al suborden Unipeltata.
Según el tipo de garra, que es usada como arma de ataque y caza se distinguen dos grupos:

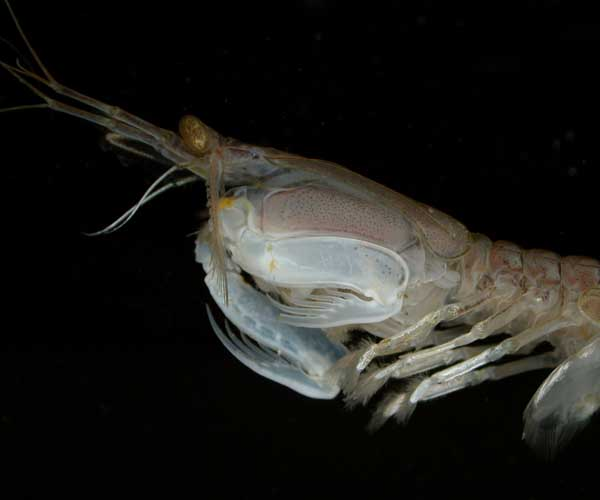
Squilla mantis mostrando sus arpones.

- Perforadoras: están armadas con apéndices espinosos rematados con puntas de púas, utilizados para apuñalar y enganchar a las presas.
- Trituradoras: tienen un brazo desarrollado como garrote y una púa rudimentaria (que sin embargo es fuerte y se utiliza en las luchas entre ejemplares de la propia clase). El brazo se utiliza para apalear y aplastar a las presas. La parte interna del dáctilo (la porción terminal) puede poseer un borde afilado, con el que puede cortar la presa mientras nada.

Ambos tipos golpean rápidamente y agitando sus garras rapaces en la presa son capaces de infligir daños graves en víctimas significativamente mayores en tamaño que ellos. Las trituradoras emplean estas armas con rapidez cegadora, con una aceleración de 10.400 G (102.000 m/s2, o 335.000 pies/s2) y una velocidad de 23 m/s sin tener que trasladarse, equivalente a la aceleración alcanzada por un proyectil calibre 22. Debido a la rapidez del golpe se generan burbujas de cavitación entre el brazo y la superficie golpeada. El colapso de estas burbujas de cavitación produce fuerzas sobre su presa adicionales a las del golpe mismo, de 1.500 newton, lo cual significa que la presa es doblemente golpeada. Aunque el golpe inicial falle, la onda de choque resultante puede ser suficiente para aturdir o hasta matar a las presas.
El golpe también causa sonoluminiscencia a partir del colapso de la burbuja. Esto produce durante un intervalo tremendamente corto una cantidad muy pequeña de luz y una temperatura de miles de grados dentro de la burbuja que colapsa. En estas condiciones los átomos se ionizan y los electrones pasan a formar un plasma que emite luz. Sin embargo las temperaturas se alcanzan en puntos muy localizados y se disipan casi al instante. Tanto la luz como la subida de la temperatura son demasiado débiles y de corta duración para ser detectados sin necesidad de equipos científicos avanzados. La emisión de luz y aumento de la temperatura probablemente no tienen importancia biológica, sino que son meros efectos secundarios del golpe, producto de la cavitación (los crustáceos de la familia Alpheidae producen un efecto similar).
Las trituradoras usan su habilidad para atacar a caracoles, moluscos, cangrejos, y ostras de las rocas; sus brazos contundentes les permiten romper los caparazones de sus presas en pedazos. Las perforadoras, en cambio, prefieren animales de carne más suave, como peces, calamares, e incluso crías de tiburones, que con sus garras puntiagudos son fácilmente arponeables.

## Ojos

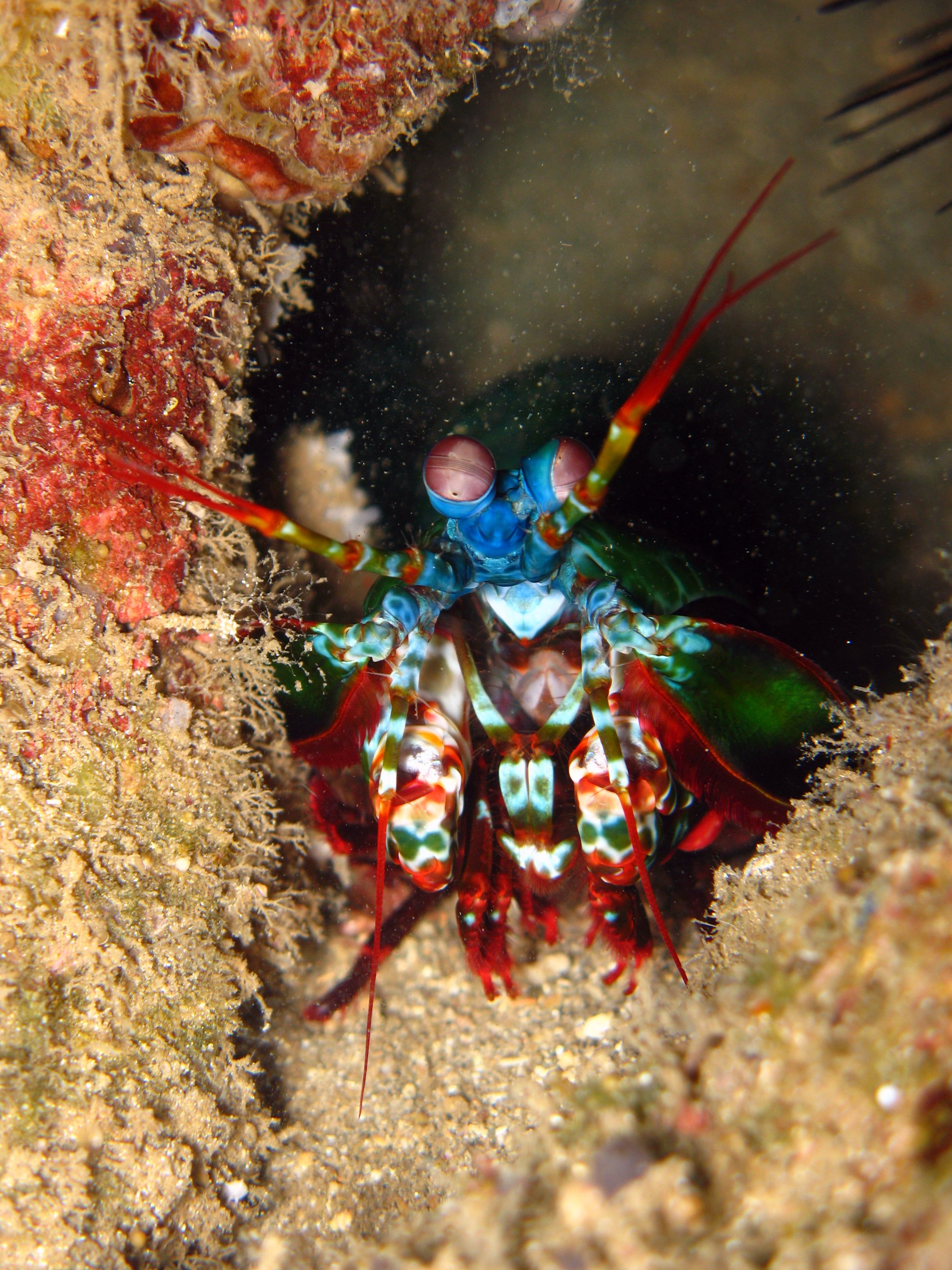
Ojos de una mantis marina en mares de Indonesia

La región de la banda media del ojo de las mantis marinas se compone de seis hileras de ommatidios especializados. Cuatro de ellas tienen 16 diferentes tipos de pigmentos fotorreceptores, 12 tienen la sensibilidad para diferenciar los colores, los otros filtran el color. Ambos ojos pueden percibir la luz polarizada y poseen visión de color hiperespectral. Cada ojo está sobre una antena móvil independiente del otro, permitiendo a ambos una percepción diferenciada y paralela. Estos ojos presentan variados colores y se considera que permiten una de las visiones más complejas del reino animal.
Cada ojo compuesto está conformado por 10000 ommatidios y cada uno consta de dos hemisferios aplanados, separados por seis hileras paralelas de omatidios altamente especializados, colectivamente llamados la banda media, que divide el ojo en tres regiones. Las mantis marítimas pueden ver el mismo objeto hasta con tres formas diferentes. En otras palabras, cada ojo posee visión trinocular y percepción de la profundidad. Los hemisferios superior e inferior son usados primariamente para reconocimiento de formas y movimientos y no para visión de color.

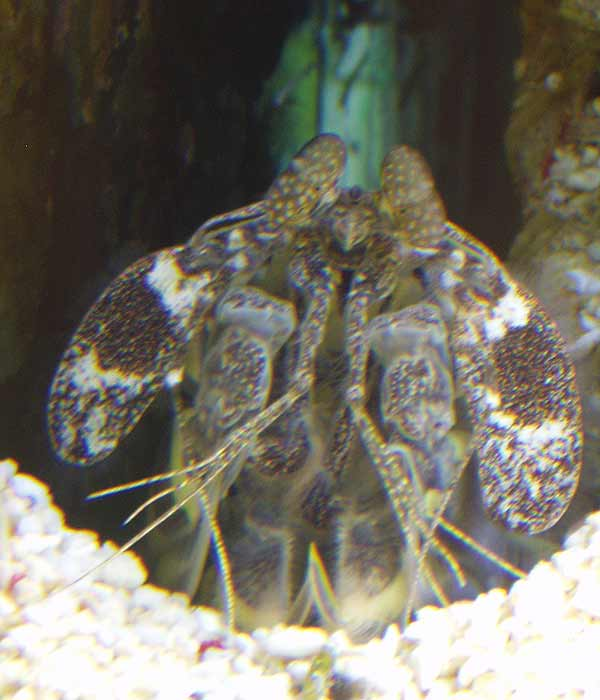
La parte frontal de un ejemplar de Lysiosquillina maculata, mostrando sus ojos pedunculados.

Las hileras 1 a 4 de la banda media se especializan en la visión en color, desde el ultravioleta hasta el infrarrojo. Los elementos ópticos de esas filas tienen ocho diferentes clases pigmentos visuales y el rhabdom está dividido en tres diferentes epitelios pigmentarios, cada cual adaptado para diferentes longitudes de onda.
Tres niveles en las hileras 2 y 3 están separados por los filtros de color (filtros intrarhabdomales), que se puede dividir en cuatro clases distintas, dos clases en cada hilera. Están organizados como un sándwich, un nivel, un filtro de color de una clase, un conjunto de nuevo, un filtro de color de otra clase, y luego un último nivel. Las hileras 5 y 6 están separadas también en diferentes niveles, pero tienen solo una clase de pigmento visual (la novena clase) y están especializados para percibir la polarización. Ellos pueden detectar diferentes planos de luz polarizada. La décima clase de pigmento visual se encuentra en los hemisferios dorsal y ventral del ojo.
La banda media solo cubre una pequeña área de unos 5° a 10° del campo visual en un momento dado, pero al igual que en la mayoría de los crustáceos, los ojos están montados sobre pedúnculos. En las mantis marinas el movimiento del ojo pedúnculado es inusualmente libre, y puede ser utilizado en todos los ejes posibles, hasta por lo menos a 70° de movimiento ocular realizado por ocho músculos individuales divididos en seis grupos funcionales. Mediante el uso de estos músculos para explorar los alrededores, la banda media, pueden agregar información sobre las formas y el paisaje que no puede ser detectado por el hemisferio superior e inferior del ojo. También puede realizar un seguimiento de objetos en movimiento con movimientos grandes y rápidos de los ojos que se mueven independientemente uno del otro. Mediante la combinación de diferentes técnicas, incluidos los movimientos sacádicos, la banda media puede abarcar una gama muy amplia del campo visual.
Algunas especies tienen por lo menos 16 tipos diferentes de fotorreceptores, que se dividen en cuatro clases (su sensibilidad espectral es sintonizado por los filtros de color en la retina), 12 de ellos para análisis de color en las diferentes longitudes de onda -entre ellos cuatro que son sensibles a la luz ultravioleta- y cuatro de ellos para el análisis de la luz polarizada. Comparados con ellos, los humanos tienen solamente tres pigmentos visuales, dedicados a ver los colores azul, verde y rojo. La información visual que sale de la retina parece que es procesada en numerosas fuentes de datos paralelas en el sistema nervioso central, lo cual reduce los requisitos analíticos a los niveles superiores.

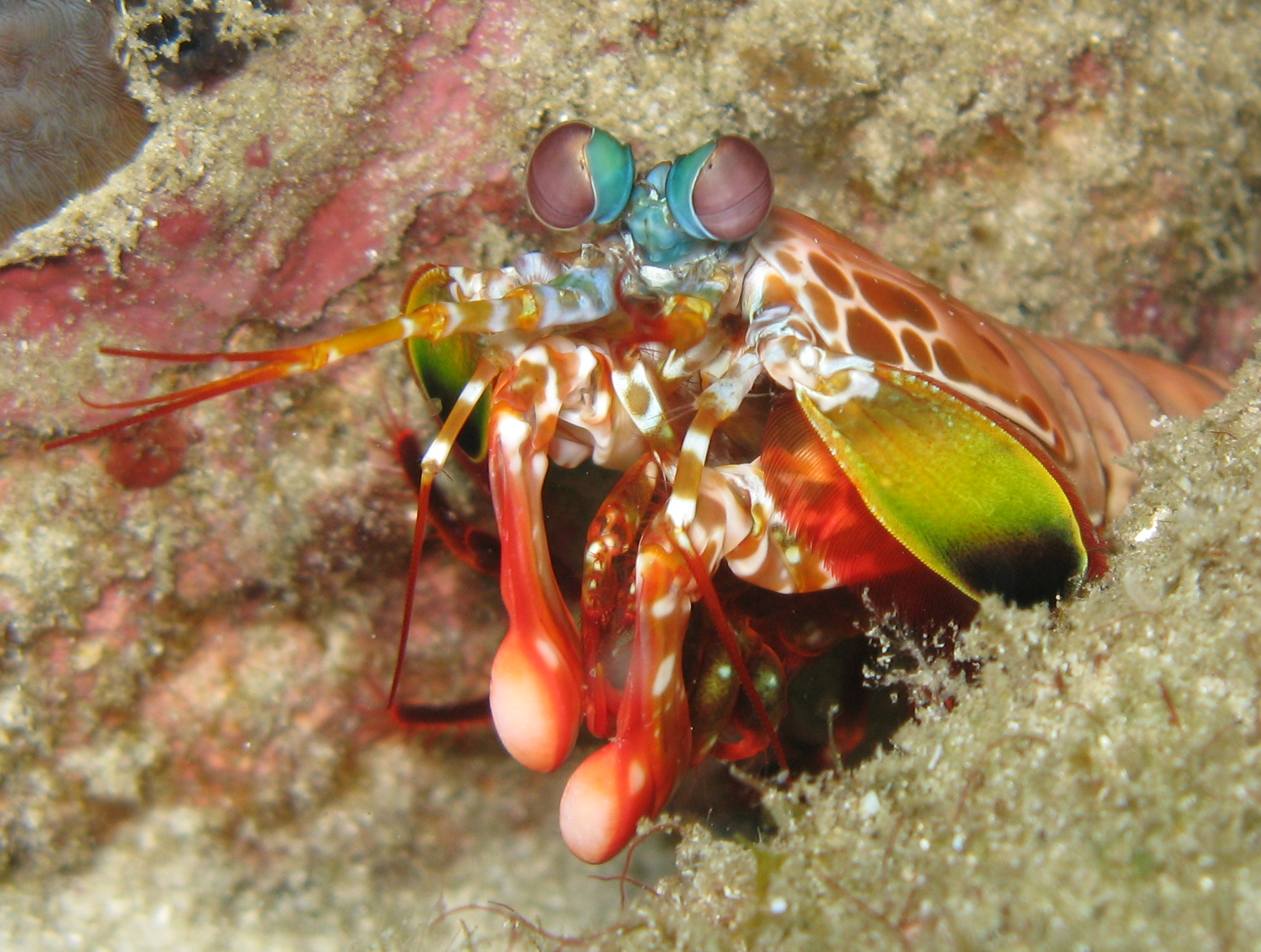
Ejemplar de Odontodactylus scyllarus en el Mar de Andamán cerca de Tailandia

Han sido reportadas al menos dos especies capaces de detectar la luz polarizada circular, y en algunos casos su lámina de onda biológica onda se ejecuta de modo más uniforme en todo el espectro visual que cualquier corriente hecha por el hombre de polarización óptica, por la cual se especula que podría aplicarse a un nuevo tipo de soportes ópticos que realiza incluso mejor que la actual generación de la tecnología del disco Blu-ray.
La especie Gonodactylus smithii es el único organismo conocido que puede detectar simultáneamente los cuatro componentes lineales y los dos circular de la polarización requeridos por los parámetros de Stokes, que dan una descripción completa de la polarización. Por lo tanto, se cree que poseen una visión polarizada óptima.
Con sus ojos de las mantis marinas pueden ser capaces de reconocer diferentes tipos de coral, las diferentes especies de presa (que a menudo son transparentes o semitransparentes) o los depredadores, como la barracuda, que tienen escamas brillantes. Por otra parte, la manera en que cazan las mantis marinas, con movimientos muy rápidos de las garras, puede requerir información muy precisa, lo que exige una percepción de profundidad exacta.
El hecho de que las especies que tienen la visión más desarrollada sean también las especies con cuerpos más coloridos, sugiere que la evolución de la visión del color ha adoptado la misma dirección que la cola del pavo real: durante los rituales de apareamiento las mantis marinas presentan bioluminiscencia activa, y la longitud de onda de esta fluorescencia concuerda con las longitudes de onda detectadas por los pigmentos de sus ojos. Las hembras son fértiles solo durante ciertas fases del ciclo de las mareas; la capacidad de percibir la fase lunar, por tanto, ayudar a prevenir la pérdida de los esfuerzos de apareamiento y además puede dar a las mantis marítimas información sobre el tamaño de la marea, lo cual es importante para las especies que viven en aguas poco profundas cerca de la orilla.

## Comportamiento

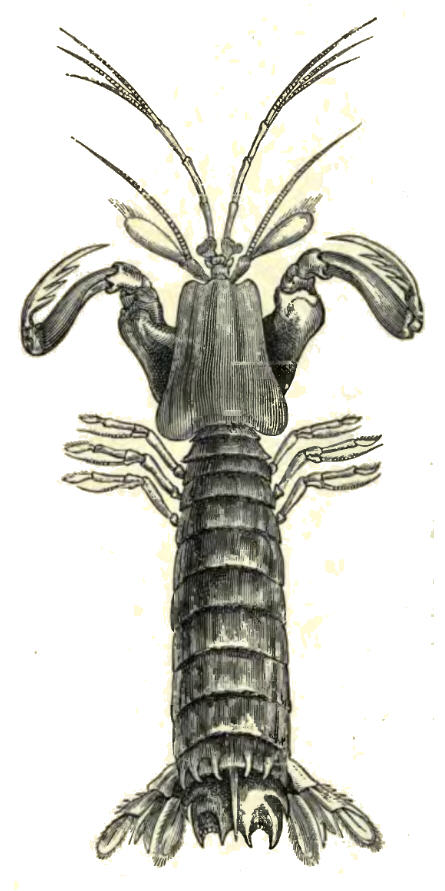
Un dibujo de 1896 de una mantis marina

Las mantis marítimas tienen una vida larga y muestran comportamientos complejos, como la lucha ritual. Algunas especies usan los patrones fluorescentes en sus cuerpos como señales para su propia especie y tal vez incluso para otras, ampliando el área de distribución de sus señales de comportamiento. Tienen habilidad para aprender y recordar bien y son capaces de reconocer los individuos vecinos con la que frecuentemente interactúan. Puede reconocerlos por los signos visuales e incluso por su olor particular. Muchas han desarrollado un comportamiento social complejo para defender su territorio de los rivales.
En toda la vida pueden tener hasta 20 o 30 episodios de cría. Dependiendo de la especie, los huevos pueden ser puestos y mantenidos en una madriguera o transportados debajo de la cola de la hembra hasta su eclosión. También, dependiendo de la especie, macho y hembra pueden reunirse solo para aparearse o pueden establecer una relación monógama a largo plazo.
En las especies monógamas una misma pareja permanece junta hasta 20 años. Comparten la misma madriguera y puede ser capaz de coordinar sus actividades. Ambos sexos suelen cuidar de los huevos (cuidado biparental). En Pullosquilla y algunas especies en Nannosquilla, la hembra pondrá dos nidadas, una que el macho atiende y otra que la hembra tiende. En otras especies, la hembra se ocupa de los huevos mientras el macho caza para ambos. Una vez que los huevos eclosionan las crías pueden sobrevivir hasta tres meses consumiendo plancton.
Aunque estomatópodos suelen mostrar los tipos estándar de locomoción que se observan en los camarones y langostas. La especie Nannosquilla decemspinosa ha sido observada impulsándose a sí misma en forma de rueda. La especie vive en zonas arenosas poco profundas. En la marea baja, a menudo se apoya en sus cortas patas traseras, que son suficientes para la locomoción cuando el cuerpo se apoya en agua, pero no en tierra firme. Esta mantis entonces efectúa un tirón hacia adelante, en un intento para rodar hacia el rebalse de la siguiente marea. N. decemspinosa ha sido observada en repetidas ocasiones a rodar por 2 m, pero por lo general rueda, menos de 1 m.

## Cocina

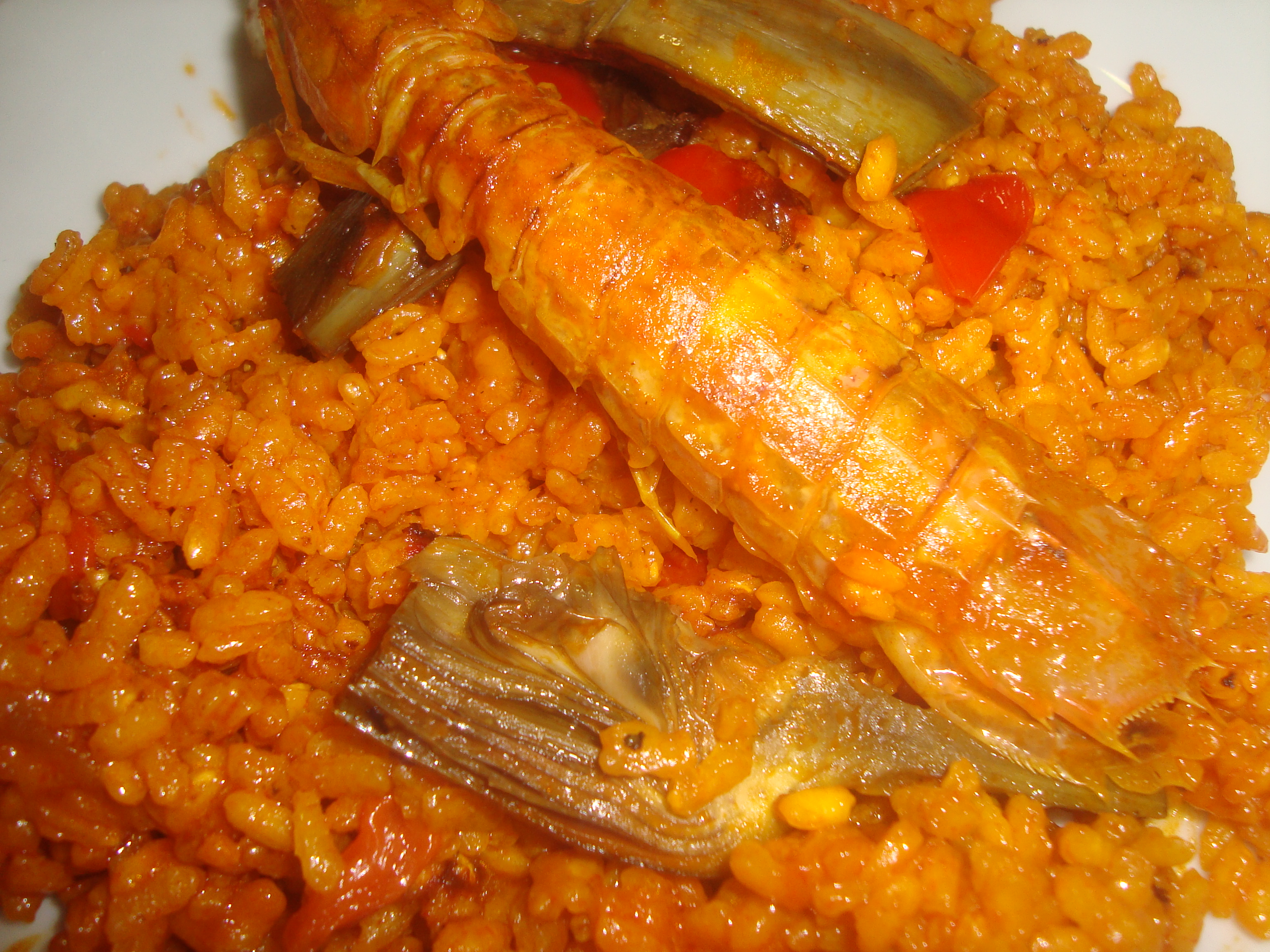
Arroz con galeras y alcachofas (Peñíscola, España).

En la cocina japonesa, la langosta mantis se come cruda como sashimi y como un complemento sushi denominado shako (蝦蛄).
En la cocina cantonesa es un plato muy popular y es conocido como "camarón orinador" (攋尿蝦, Mandarín pinyin: lài niào xiā, Chino cantonés: laaih niuh hā) debido a su tendencia a disparar un chorro de agua cuando es capturado. Después de la cocción, su carne es más cercana a la de las langostas que a la de camarón, y al igual que las langostas, las conchas son bastante duras y requieren un poco de presión para resquebrajarse.
En el Mediterráneo y en España la langosta mantis Squilla mantis es una comida común, especialmente en las costas del mar Adriático y en Andalucía, además de ser unos de los ingredientes tradicionales de la fideuá valenciana.
Su consumo puede presentar el mismo problema que el de otros mariscos cuando han crecido en aguas contaminadas. En Hawái, por ejemplo, ahora crecen excesivamente.

## Acuarios
Muchos acuaristas de agua salada mantienen estomatópodos en cautiverio. Estos aficionados pueden jugar un papel en la comprensión de los misterios de la mantis marina. Sin embargo, algunos aficionados las consideran plagas para los de acuarios porque muchas especies trituradoras cavan madrigueras en los exoesqueletos de los corales muertos. Estos restos de coral son útiles en el comercio de acuarios marinos y se recolectan a menudo. No es raro que un trozo de esqueleto de coral, también conocido como roca viva, sea usado para transportar también una mantis marina viva a un acuario en el cual se coloca el coral. Una vez dentro del tanque, se pueden alimentar de peces, corales y pequeños crustáceos. Son notoriamente difíciles de pescar cuando se han establecido en un tanque bien equipado, y aunque hay casos en que han roto y destruido tanques de vidrio, estos incidentes son raros.